# Кубик, Франтишек
Фра́нтишек Ку́бик (словац. František Kubík; 14 марта 1989, Прьевидза, Чехословакия) — словацкий футболист, нападающий.

## Клубная карьера
Заниматься футболом начал в родном городе в возрасте 9 лет, затем продолжил обучение в школе местного клуба «Прьевидза», в его составе дебютировал на взрослом уровне в 2007 году в Первой лиге Словакии. Выступал за свой первый в карьере клуб до конца 2008 года, проведя за это время 41 игру и забив 10 мячей.
В январе 2009 года пополнил ряды клуба «Тренчин», с которым подписал первый в жизни профессиональный контракт, а затем получил и первую зарплату, составившую 500 евро. Там в сезоне 2008/09 провёл 13 матчей и забил 2 гола. Сезон 2009/10 провёл тоже в «Тренчине», сыграв 23 встречи и забив 5 мячей в ворота соперников. В оба сезона, вместе с командой, занимал 2-е место в Первой лиге.
В июле 2010 года на правах аренды перешёл в нидерландский клуб АДО Ден Хааг из Гааги, в составе которого дебютировал 8 августа в выездном матче против «Витесса». Первый гол в Эредивизи забил в своём 2-м матче за гаагский клуб, в домашней встрече с «Родой» из Керкраде, а 18 сентября отметился первым дублем в выездной игре против тилбургского клуба «Виллем II». Всего в том сезоне провёл 27 матчей в лиге, в которых забил 8 голов. Кроме того, сыграл 4 встречи и забил 1 мяч в плей-офф турнире за право выхода в Лигу Европы, и провёл 1 игру в Кубке Нидерландов.
29 апреля 2011 года появилась информация, что Кубик должен перейти в «Кубань» по завершении сезона в Нидерландах. 5 июня было сообщено, что Франтишек подписал с «Кубанью» 4-летний контракт. Несмотря на то, что им интересовались и другие клубы, однако, по словам игрока, только «Кубань» сделала конкретное предложение ему и клубу «Тренчин». По договорённости с руководством «Кубани», официальное действие соглашения начнётся 1 июля, а сам Кубик должен прибыть в расположение клуба 28 июня для прохождения осмотра, после чего сможет приступить к тренировкам в составе команды. До этого срока ему было предоставлено время на отдых и восстановление после сезона в Нидерландах. Позднее было сообщено, что Франтишек присоединится к команде чуть позже, на сборе, который клуб проведёт в Германии, что в итоге и произошло.
С 2014 по 2018 год играл в разных словацких клубах.
31 июля 2018 года подписал контракт с казахстанским клубом «Атырау».

## Карьера в сборной
С 2007 по 2008 год провёл 9 матча и забил 1 гол за сборную Словакии до 19 лет. В составе главной национальной сборной Словакии дебютировал 9 февраля 2011 года в товарищеском матче со сборной Люксембурга.

## Достижения
«Тренчин»
- 2-е место в Первой лиге Словакии: 2008/09, 2009/10